# پژما
پژما (به لاتین: Pezhma) یک منطقهٔ مسکونی در روسیه است که در استان آرخانگلسک واقع شده‌است.